# 邱柏瑋
邱柏瑋 （1993年4月6日—）生於台灣高雄楠梓，曾任台灣綠黨共同召集人。現任高雄市立中山高級中學校友會理事、台灣青年綠人協會理事。自大學時期開始積極參與環境保護、動物保護等社會運動，曾任全球青年綠人監督委員會亞洲-太平洋地區成員、台中市青少年市政諮詢小組成員，高雄市立中山高級中學棒球代表隊教練。2018年5月退出樹黨 ，2020年4月加入台灣綠黨。2024年1月13日擔任台灣綠黨第22屆補選共同召集人。

## 經歷

### 國際交流
2017年起投入樹黨國際事務，3月份入選為英國利物浦第四屆全球綠人大會台灣代表團成員。回台後持續發展青年綠人在台組織工作
2018年擔任Global Young Greens Oversight Committee 亞太地區成員。盧森堡綠黨訪台期間代表樹黨接待國際友人，針對循環經濟、綠色政黨間合作、選舉制度等議題進行交流。

### 環境保護
2014年10月15日，因抗議內湖保護區慈濟開發事件，與內湖保護區守護聯盟等在地居民，訴求「搶救保護區」、反對「黑箱會議」時，現場環運人士噴灑滅火器，隨後一行人遭警方非法滯留超過六小時。次日，台北市政府都委會宣布增設府外委員，邀請內湖保護區守護聯盟洪美惠、樹黨策略長潘翰聲出任。 隔年加入高雄市護樹護地協會，反對李科永紀念圖書館進入高雄市中央公園。

### 動物保護
2015年因陳皓揚虐殺流浪貓事件參與社團法人台灣樹人會等動保團體發起之「為毛孩子連署 點燃光明燈」修法運動，要求修改動物保護法第25條，擔任中區新聞聯絡人。最後成功串連50萬人連署修法，並成功迫使立法院隔年動物保護法修法。

### 選制改革
2014年與東海大學同學冼義哲、吳政軒等人以爭取「18歲選舉與被選舉權」為訴求，發起青年佔領政治運動，號召各縣市未達被選舉權年齡門檻青年一起登記公職人員選舉。 同年9月1日於嘉義市選舉委員會登記參選嘉義市議員，並以無保證金為由，駁回參選登記。
此後屢次投書媒體，主張：
1. 調整保證金制度，調降保證金數額或以公民連署的方式替代。[10]
2. 增設最高競選金額罰則，停止公職選舉無上限的軍備競賽。
3. 調降「選舉及被選舉權」年齡門檻，爭取18歲的公民權。
4. 推動直轄市區自治，提高公民參與及行政效率。

### 年金改革
代表樹黨出席總統府國家年金改革委員會國是會議南區會議，並提出以下訴求：
1. 企業愈大應該負的責任就愈大。大企業受到公共資源投入的部份比較多，因此樹黨主張勞工退休金跟勞保的提撥比例應以企業規模大小決定。
2. 樹黨主張課徵能源稅或碳稅。行政院賦稅改革委員會的能源稅報告指出，能源稅可以減少高污染的產業， 促進產業轉型，也能夠在 10 年之後達到一年上千億的稅收。樹黨主張在年金改革的過程，能夠開徵能源稅或碳稅作為新的財源。
3. 公教退休金除設置天花板，也應設置樓地板。調整中高階退休公務員退休金之餘，更要保障基層公務員的基礎生活所需。
4. 政府機關精簡化，提高資訊人員比例，推動行政業務雲端化。並推動直轄市區自治，提高治理效率。